# Ishak-beg Hranušić
Ishak-beg Hranušić, Isa-beg Ishaković (Isak Hranić/Hranušić, Isa-beg, Gazi Isa-beg ibni Ishak-beg, Gazi Isa-beg sin Ishak-bega, Isabeg Isaković Hranušić), osmanski je plemić, vojni zapovjednik i upravitelj, vojskovođa, osnivač Novog Pazara, Sarajeva i Skoplja.

## Životopis
Kad je riječ o podrijetlu Isa-bega Isakovića znanost još uvijek dvoji. Dio povjesničara zastupa tezu da je riječ o bratu Stjepana Vukčića Kosače, koji ga je predao Mehmedu II kao jamstvo lojalnosti. Po ovoj teoriji Isa-beg je, nakon što ga je usvojio Ishak-beg (otud prezime), konvertirao na islam, te za ondašnje prilike izgradio zavidnu vojničku i političku karijeru.
Po drugima, Isak Hranić/Hranušić zarobljen je tijekom jednog upada akindžija na posjed velikaške obitelji Pavlović, inače gospodara velikog dijela Istočne Bosne, uključujući i srednjovjekovnu župu Vrhbosnu. U zarobljeništvu se dokazao kao izuzetno sposoban, što je vođu spomenutih akindžija potaknulo da mu ostavi imetak, ali i poziciju koju je obnašao.
Po ovoj pretpostavci zarobio ga je skopaljski namjesnik Jiđit-beg kad je provalio u Zahumlje. Zarobljenika je posinio. Ušao je u osmansku vojnu službu. Od 1415. godine zapovjednik je u Foči. Prema ovim izvorima, Ishak-beg se upleo u sukobe bosanske vlastele, na strani Kosača u borbama protiv Pavlovića. Od 1427. godine sandžak-beg Skoplja. Istakao se u bitci kod Doboja 1415. i u zauzimanju Novog brda 1439. u osvajanju Raške.
Ne zna se pouzdano gdje je Isa-beg Ishaković sahranjen, ali se pretpostavlja da se njegov mezar nalazi iza mihraba u haremu Careve džamije gdje je smješten jedan visoki nišan bez natpisa.

## Osnivanje Sarajeva
Na osnovu istraživanja znamo da je Isa-beg našao najprikladnijim da se na mjestu srednjovjekovnog naselja Brodac (današnji prostor od Bentbaše do Baščaršije) utemelji novi grad - Sarajevo. Isa-beg je to zemljište oduzeo zatečenim vlasnicima, a u zamjenu im dao zemlju u selu Vrančić u Hrasnici. Tu na Bentbaši dao je izgraditi tekiju i musafirhanu, koja se smatra najstarijom u Bosni i Hercegovini. Cijeli taj dio naselja nazivan je Isa-begovom mahalom narednih pola stoljeća da bi vakufima Muslihudina Čekrekčije iz 1526. godine u upotrebu ušao naziv Čekrekčijina mahala.
Isa-beg Ishaković je izgradio veliki han (danas Kolobara-han), hamam pored Careve džamije, mlinove na Bentbaši... Isa-beg Ishaković je 1457. godine podigao i mesdžid, kojeg je poklonio sultanu Mehmedu II Fatihu, a od kojega je kasnije nastala Careva džamija.
Upravo je najstariji izvor za proučavanje Sarajeva Vakufnama Isa-bega Ishakovića iz 1462. godine, koja se uzima i kao godina osnivanja Sarajeva. Vakufnamom je Isa-beg Ishaković osnovao osnove budućeg šehera, glavnog grada Bosanskog sandžaka, kasnije pašaluka. U njoj se, ipak, ne spominje grad Sarajevo pod današnjim imenom, već kao "Saraj ovasi" što znači Sarajevsko polje, ali u korijenu ima "Saraj", koje u kontinuitetu egzistira i izrasta u urbanu cjelinu današnjeg grada Sarajeva.
Vakufnama Isa-bega Ishakovića je napisana na arapskom jeziku s uobičajenim uvodom, u kojem se objašnjava zašto vakif izdvaja dio svoje imovine za podizanje i održavanje svog vakufa. U ovoj vakufnami Isa-beg Ishaković uvakufljuje tekiju i most, a za njihovo održavanje uvakufljuje mlinove u selu Brodac (današnja Bentbaša), hamam (banju), tekuću vodu za potrebe hamama, han, dućane i više zemljišnih površina na području današnjeg Sarajeva i okoline.
Tekija koju je uvakufio Isa-beg Ishaković upotrebljavala se ne samo za vjerske svrhe nego i kao svratište, prenoćište i kuća za siromašne, a njena multifunkcionalnost činila ju je svojevrsnim društvenim centrom tek formirane gradske sredine. Osim tekije, u vakufnami se spominje i most za koji je Isa-beg naložio da se podigne na Miljacki i koji je spajao, s jedne strane, Carevu džamiju, a s druge mjesto na kojem se danas nalazi Kolobara-han.
Ishaković je za potrebe održavanja objekata džamije, tekije i mosta uvakufio veliki broj objekata i zemljišnih parcela. Podigao je devet mlinova na Miljacki i ostavio veliki broj zemljišnih parcela namijenjenih isključivo za izdržavanje vakufa.
Iako je izgrađena sredstvima iz carske riznice, Careva džamije danas je dio Isa-begovog vakufa. Mnogi objekti tog vakufa s vremenom su uništeni, ali Careva džamija i hamam koji se nalazi tik uz nju i koji je pretvoren u hotel i danas su dio sarajevske gradske jezgre.
Dvorac (Saraj) koji je podigao Ishaković, po kojem je, uostalom, grad i dobio ime, uništen je još u vrijeme Osmanskog Carstva, a na njegovom mjestu podignuti su vojni logor i kasarna. Povijesni izvori nedvosmisleno lociraju Saraj na mjesto gdje se danas nalazi sjedište Ministarstva obrane Bosne i Hercegovine.
Most koji je Isa-beg podigao, a koji se nalazio na Miljacki i spajao Carevu džamiju i Kolobara-han je preživio, ali je austro-ugarska vlast donijela odluku da ga pomakne uzvodno 10 do 20 metara. Ostalo je ime, pa se on danas zove Careva ćuprija.
Mlinovi na Miljacki potpuno su uništeni, a većina zemljišnih posjeda, koji su bili dio Isa-begovog vakufa, u vrijeme dviju Jugoslavija oduzeti su, a zatim nacionalizirani ili predani privatnim licima na upotrebu.

## Vanjske povezice
- Safvet-beg Bašagić: Znameniti Hrvati Bošnjaci i Hercegovci u Turskoj carevini, Zagreb, 1931.
- Safvet-beg Bašagić: Kratka uputa u prošlost Bosne i Hercegovine od g. 1463-1850, str. 199.